# Амазонський дощовий ліс
3°10′ пд. ш. 60°02′ зх. д. / 3.16° пд. ш. 60.03° зх. д.
Амазонський дощовий ліс (порт. Floresta Amazônica, ісп. Selva Amazónica, відомий як сельва від ісп. selva — «ліс», гілеї або амазонські джунглі) — тропічний вологий широколистяний ліс, що вкриває більшу частину Амазонської низовини в Південній Америці.
Територію амазонської низовини (Амазонії), яка має площу близько 7 млн км², поділено між дев'ятьма країнами: Бразилією (близько 60 % площі лісів), Колумбією, Перу, Венесуелою, Еквадором, Болівією, Гаяною, Суринамом і Французькою Гвіаною. Багато штатів та департаментів цих країн мають назви «Амазонія» або «Амазонас». Ліси Амазонії складають більше половини дощових лісів, що залишилися на планеті, та є одними з найбільших та найбагатших видами лісових масивів Землі.

## Типи лісів
Залежно від рельєфу й зволоженості виділяють три типи:
- ете — ліси межирічних плакорних просторів Амазонської низовини;
- варзеа — ліси високих заплав Амазонки, які затоплюються не щорічно і на нетривалий час;
- ігапо — заболочені ліси низьких заплав Амазонки, що більшу частину року перебувають під водою.

## Ґрунти
Переважають латеритні жовті і червоно-жовті, нерідко оглеєні ґрунти. Продукти опаднання, через постійно жаркий і вологий клімат, швидко розкладаються і відразу засвоюються рослинами. Вони не накопичуються у ґрунті і з цієї причини він має малу родючість і потужність.

## Глобальне потепління
Протягом 2010—2019 років бразильський басейн Амазонки виділив 16,6 млрд тонн CO2, а поглинув 13,9 млрд тонн. Використовуючи нові методи аналізу супутникових даних, розроблені в Університеті Оклахоми, міжнародна група дослідників вперше показала, що деградовані ліси є значнішим джерелом викидів CO2, ніж пряма вирубка лісів, що призводить до потепління планети.
За той же 10-річний період деградація, викликана фрагментацією, вибірковою вирубкою або пожежами, які пошкоджують, але не знищують дерева, викликала в три рази більше викидів, ніж пряме знищення лісів[джерело?].

## Галерея

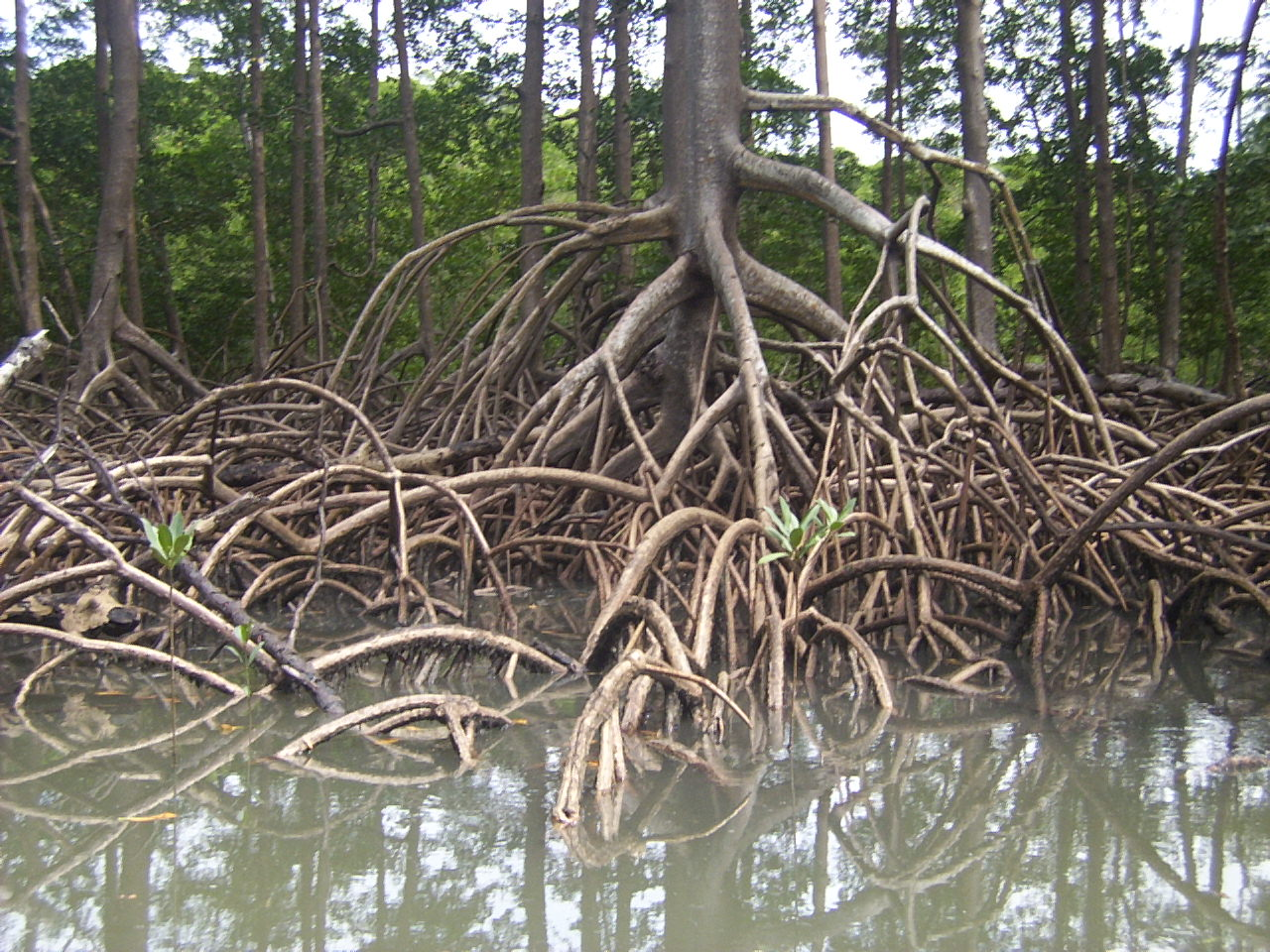
Повітряні корені мангрових дерев
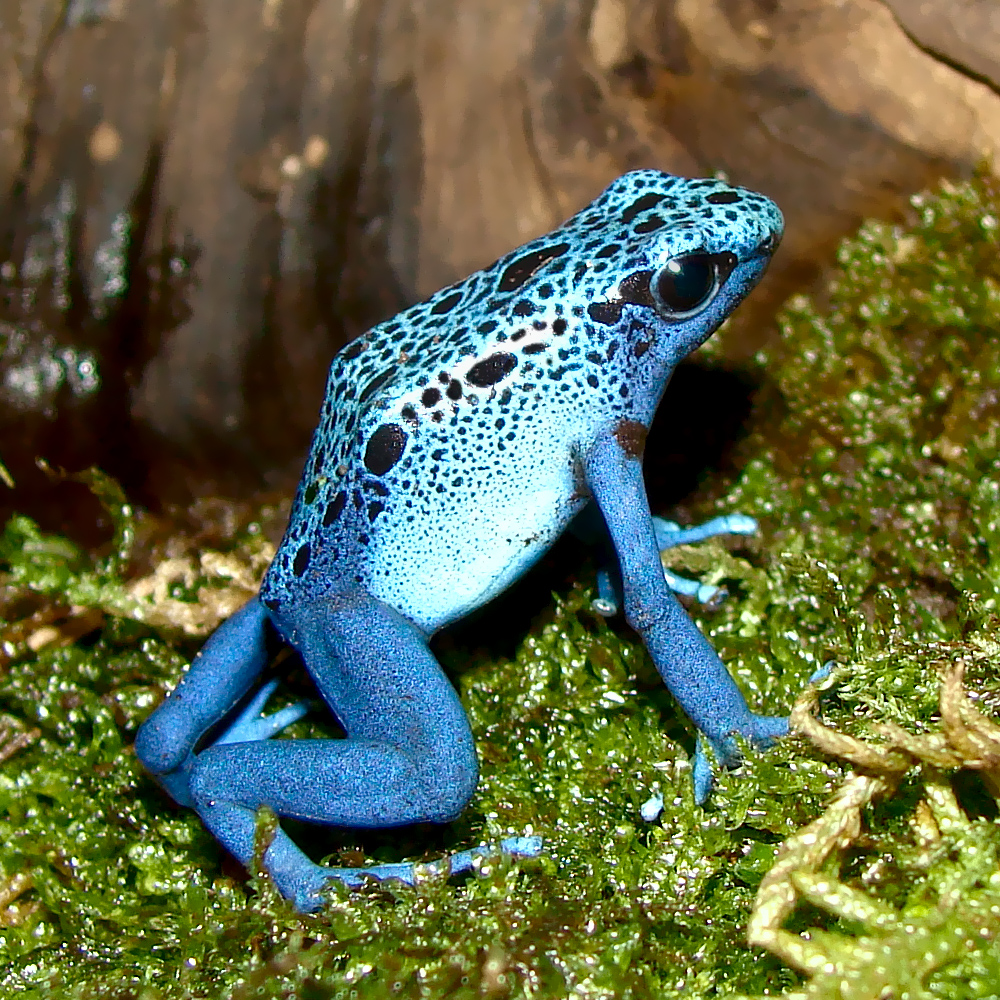
Дереволаз блакитний
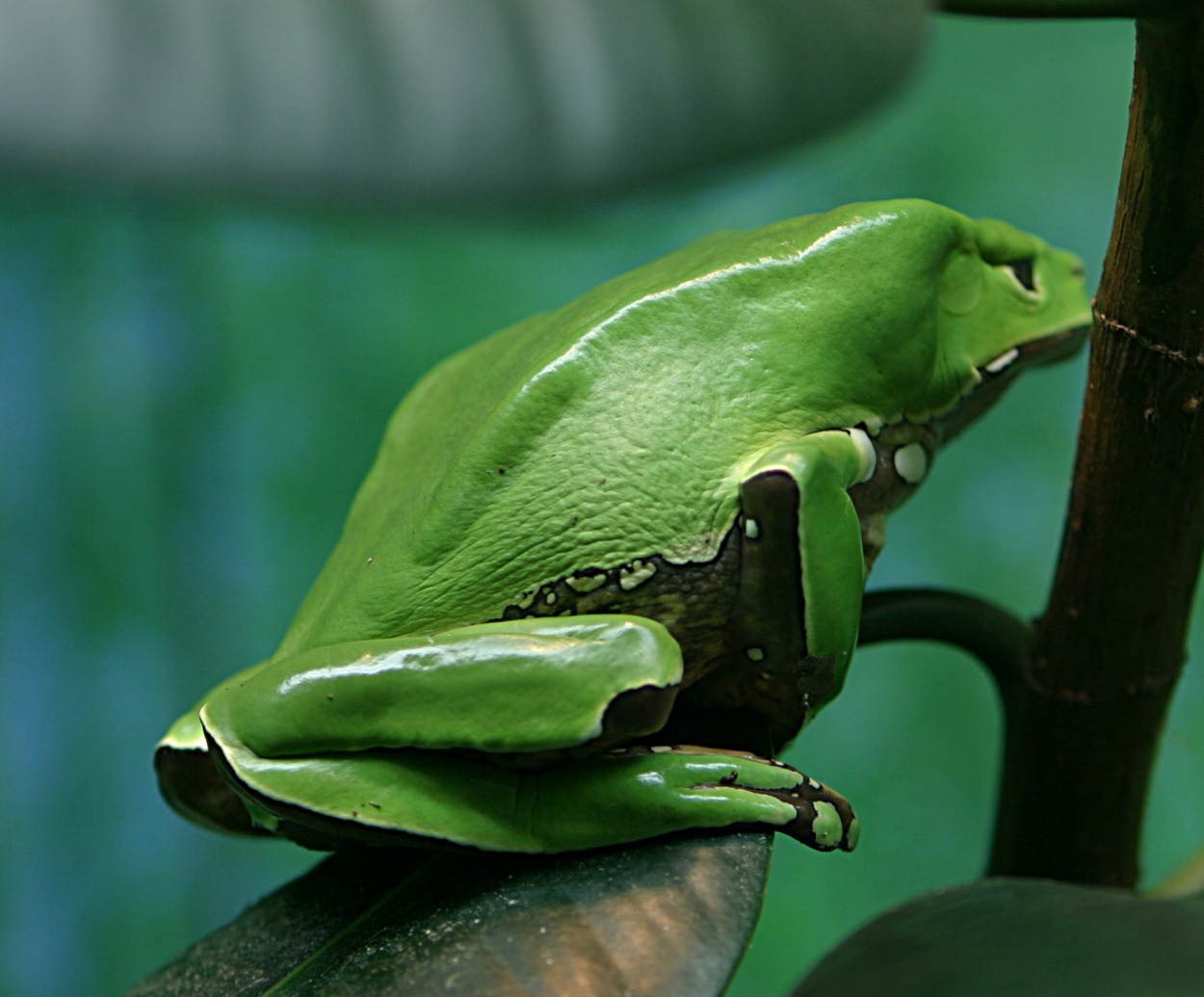
Гігантська листова жаба
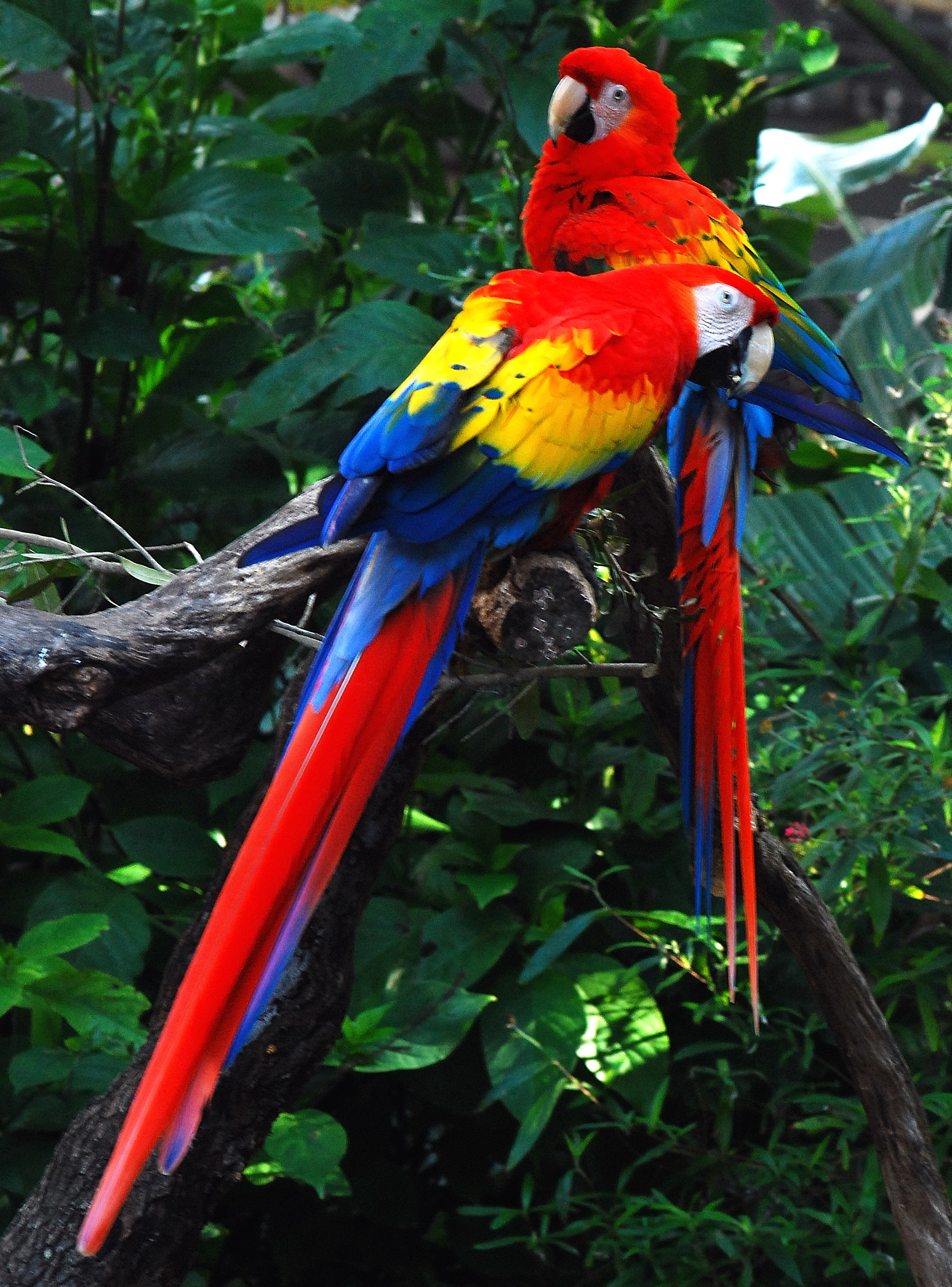
Папуга Ара